# Parafia św. Wawrzyńca w Ługach
Parafia św. Wawrzyńca w Ługach – rzymskokatolicka parafia, położona w dekanacie Zielona Góra – Podwyższenia Krzyża Świętego, diecezji zielonogórsko-gorzowskiej, metropolii szczecińsko-kamieńskiej w Polsce, erygowana w roku 1845.

## Miejsca święte

### Kościół parafialny w Ługach
Świątynię z kamienia i rudy darniowej wzniesiono w końcu XIII w. Składała się z nawy i prostokątnego prezbiterium, do którego od północy dobudowano zakrystię. Pierwsze wzmianki o miejscowym proboszczu pochodzą z 1376 r. Kościół został przebudowany w 1411 r. i następnie powiększony o zachodnią część nawy i wieżę w latach 1937–1938. Dobudowana część zarówno budulcem jak i stylowo nawiązuje do kościoła pierwotnego. W ścianie wschodniej zachowały się trzy ostrołukowe okna silnie rozglifione. Ponadto zachowały się pierwotne otwory okienne zamknięte półkoliście. W czasach nowożytnych parafia została zlikwidowana i kościół był filią parafii w Otyniu. Ponowne erygowanie parafii nastąpiło w XIX wieku. W XVI stuleciu kościół przejęli luteranie. Ponowne objęcie przez katolików nastąpiło po 1649 r., kiedy majątek otyński stał się własnością jezuitów. W 1749 r. zakonnicy przeprowadzili remont kościoła. Pod ich patronatem świątynia pozostawała do lat 70. XVIII stulecia. W połowie XIX w. kościół otrzymał trzy dzwony (1865 r.), które zawieszono na drewnianej dzwonnicy. Konstrukcję w 1904 r. rozebrano ze względu na zły stan techniczny. W latach 1937–1938 do zachodniej części nawy dobudowano wieżę z bocznymi przybudówkami i kruchtą, a na wieży zamontowano zegar. W końcu XX w. kościół był remontowany.

### Kościoły filialne

#### Kościół w Zielonej Górze - Zatoniu
Świątynia została wybudowana w XVIII w. jako protestancki zbór o konstrukcji szachulcowej (tzw. mur pruski). Przestrzenie między drewnianymi belkami były od początku wypełnione cegłą. Budynek uzyskał kształt ośmioboku zwieńczonego wysokim dachem. Początkowo budynek nie posiadał wieży i przybudówki (obecnie zakrystia) i był kryty gontem. Z czasem do bryły kościoła dobudowano od strony północnej ceglaną wieżę z zegarem i klatką schodową. W roku 1871 przy kościele posadzono dąb na pamiątkę zjednoczenia Niemiec i osoby cesarza Fryderyka Wilhelma I. Upamiętnia to granitowy obelisk od strony zachodniej. Nieopodal kościoła wybudowano szkołę ewangelicką (obecnie budynek pod nr. 33 na tyłach kościoła) i okazały budynek domu parafialnego (obecnie przedszkole przy głównej drodze).
Wewnątrz świątyni zachował się typowy dla zborów trójstronny chór. W surowych protestanckim wnętrzu uwagę przykuwa bogaty barokowy ołtarz i chrzcielnica oraz cenne organy na chórze z XVIII w.

#### Kościół w Książu Śląskim
Zasugerowano, aby ta sekcja została przeniesiona do artykułu.
W końcu XIV w. wzmiankowany jest miejscowy kościół parafialny pw. Wniebowzięcia NMP, który w końcu XV wieku otrzymał dzwonnicę i dwa dzwony (jeden ufundowano w 1484 r., drugi w 1518 r.). Parafia w Książu istniała do I poł. XIX w., kiedy to kościół uległ zniszczeniu (prawdopodobnie pożar). Drewnianą dzwonnicę rozebrano dopiero po II wojnie światowej. Obecnie w miejscu kościoła znajduje się kaplica pw. św. Jana Chrzciciela podlegająca pod parafię w Ługach.

## Terytorium parafii
Ługi, Barcikowice (Zielona Góra) – (8 km), Barcikowiczki (Zielona Góra) – (9 km), Czasław – (2 km), Książ Śląski – (10 km), Lelechów -(5 km), Marzęcin (Zielona Góra) – (6 km),  Stary Staw – (6 km), Zatonie (Zielona Góra) – (6 km)

## Proboszczowie
- ks. Jan Morzycki (1947-1947)
- ks. Mikołaj Mykita (1947-1959)
- ks. Tadeusz Piotrowski (1959-1961)
- ks. Czesław Krusiewicz (1961-1964)
- ks. Cyryl Kowalski (1964-1971)
- ks. Kazimierz Radom (1971-1976)
- ks. Grzegorz Grzybek (1976–1981)
- ks. Antoni Łatka (1981–1984)
- ks. Jan Najkowski (1984)
- ks. Jan Ciesielski (1984–1991)
- ks. Edward Szuper (1991-2005)
- ks. Marcin Flieger (2005-2014)
- ks. Ireneusz Mastej (2014-2021)
- ks. Andrzej Woch (od 2.08.2021)

## Powołania z parafii
- ks. bp Tadeusz Lityński